# ثانوية طارق بن زياد
ثانوية طارق بن زياد (إعدادية البربر سابقا) هي مؤسسة تعليمية بمدينة أزرو، وواحدة من أعرق المؤسسات التعليمية الحديثة في المغرب، تأسست سنة 1927 على يد المستعمر الفرنسي خلال فترة الحماية الفرنسية على المغرب، وارتبط إسمها بسياسة التفريق بين الأمازيغ والعرب التي نهجها المستعمر الفرنسي بالمغرب، حيث خصصت عند تأسيسها لتدريس أبناء الأمازيغ فقط. تقع هذه الثانوية بمدينة أزرو، إقليم إفران بالأطلس المتوسط، بجهة فاس مكناس. تشتهر هذه الثانوي بطرازها المعماري الأوروبي.

## التاريخ
تأسست ثانوية طارق بن زياد سنة 1927 على يد المستعمر الفرنسي، وأطلق عليها إسم إعدادية البربر (بالفرنسية: le collège berbère)، تم بناء هذه المؤسسة على معماريا على شكل حرف b، وهو الحرف الأول من الكلمة الفرنسية (Berbère)، وتعني الأمازيغ أو البربر. كان الهدف من تأسيس هذه المؤسسة هو تكريس سياسة التفريق بين الأمازيغ والعرب في المغرب، حيث استقطبت أبناء أعيان الأمازيغ من مختلف المناطق المغربية لمتابعة دراستهم، وتمكينهم من الالتحاق بالمدرسة العسكرية  بمدينة مكناس. ركز التكوين الذي كانت تقدمه المؤسسة انذاك على الجانب البدني والإداري، من أجل تكوين أطر أمازيغ قادرين على تسيير المناطق الأمازيغية. وضع المستعمر الفرنسي عدة شروط للالتحاق بهذه المؤسسة، وهي إتقان اللغة الامازيغية، إرتداء لباس تقليدي أمازيغي (جلباب، سلهام، عمامة، سروال فضفاض ...)، وحلاقة الشعر بشكل دوري. عند تأسيسها كانت هذه المؤسسة توفر تكوينا في ثلاث شعب هي:
- اعداد  المعلمين  الأمازيغ
- تربية  الماشية و البستنة
- الفحم و الخشب

سنة 1942 تأسست جمعية قدماء تلاميذ إعدادية البربر، والتي انخرطت في العمل الساياسي مطالبة بعودة السلطان الشرعي للمغرب من المنفى. سنة 1944 نظمت الجمعية إضرابا لتخليد  ذكرى  استشهاد  جنود  في منطقة  تابدوت، وجهت فيه رسالة إلى مدير إعدادية البربر جاء فيها ما يلي:

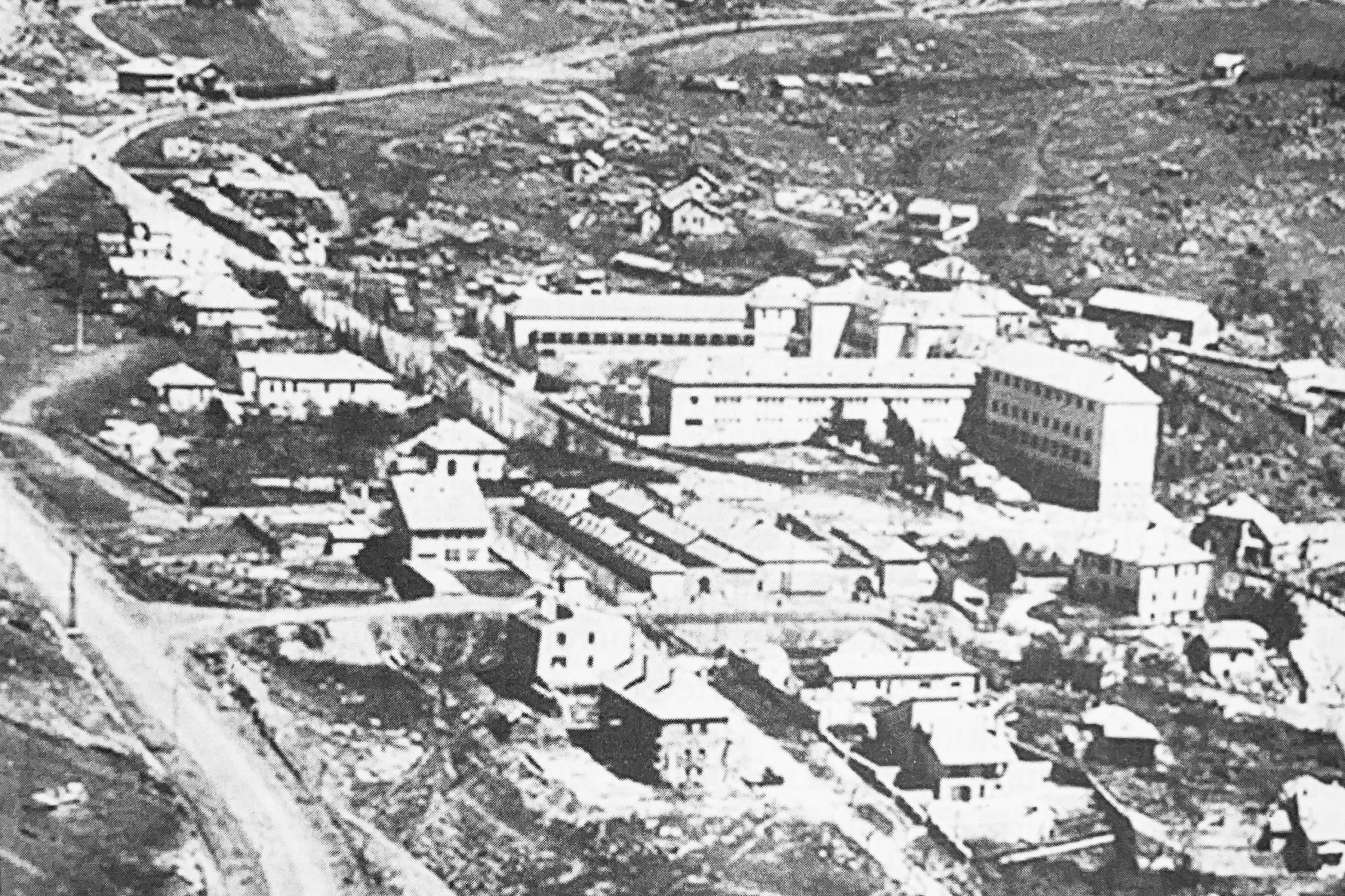
صورة تاريخية لثانوية طارق بن زياد

«أتيت إلى مدينة أزرو في الحافلة، لكن إذا واصلت الوشاية، ستغادر منهب  في عربة نقل الموتى»
بعد هذا الحدث، قام المستعمر الفرنسي بإغلاق المؤسسة لمدة سنة، ثم تم تغيير مديرها بكولونيل عسكري، وتم إعفاء مجموعة من التلاميذ، وإرسال البعض الأخر للتجنيد الإجباري. بعد حصول المغرب على الإستقلال، تم تغيير إسم المؤسسة من إعدادية البربر إلى ثانوية طارق إبن زياد التأهيلية، وأصبحت تابعة لوزارة التربية الوطنية المغربية إلى حدود اليوم.

## أعلام الثانوية
درس بثانوية طارق بن زياد مجموعة من المشاهير، لعبوا دورا في تاريخ المغرب:
- محمد أوفقير
- ادريس  بن عمر
- أمحمد أعبابو
- عدي اوبيهي
- المحجوبي أحرضان
- الطاهر اوعسو
- لحسن  اليوسي
- محمد شفيق

## معرض الصور

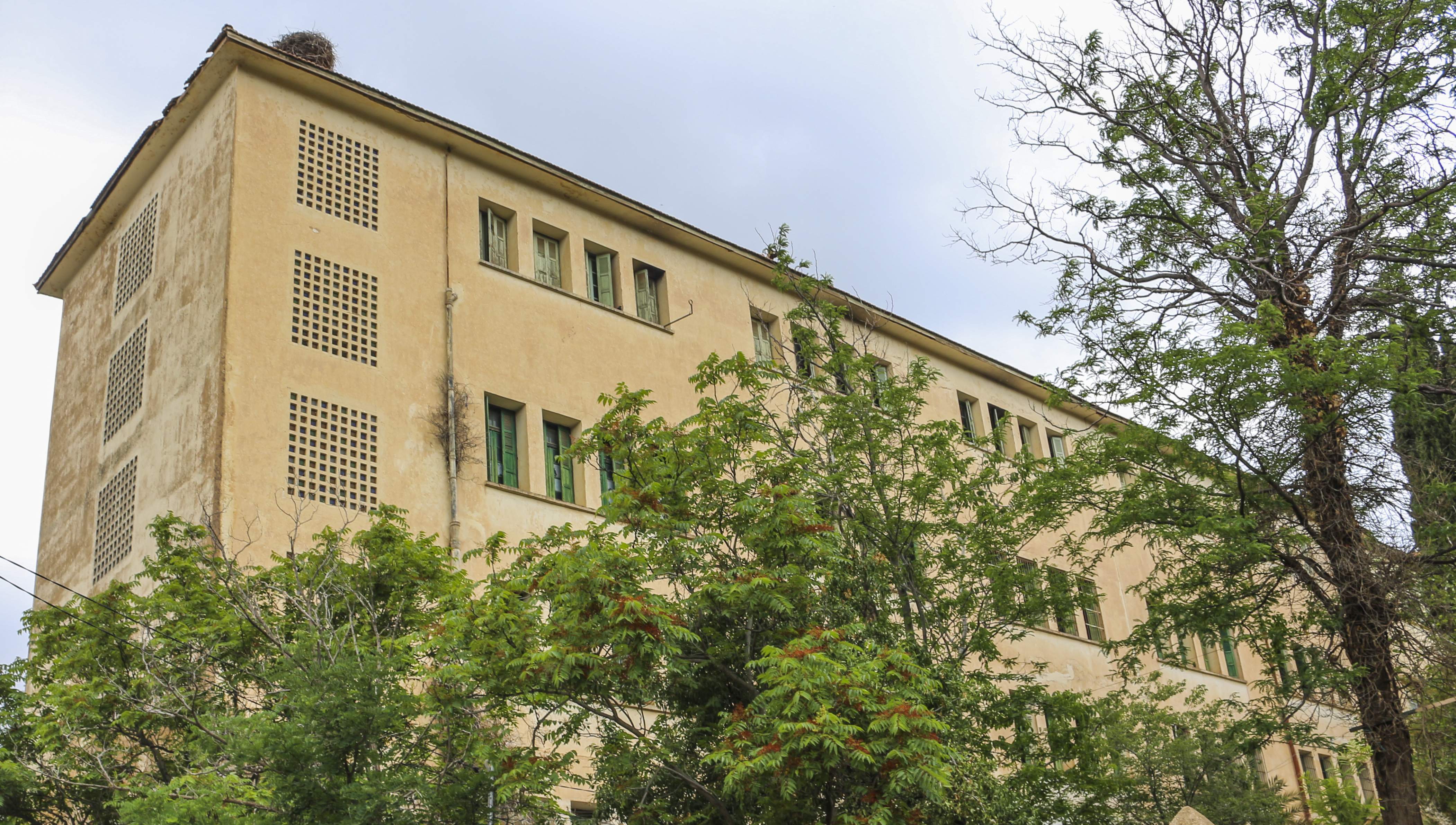
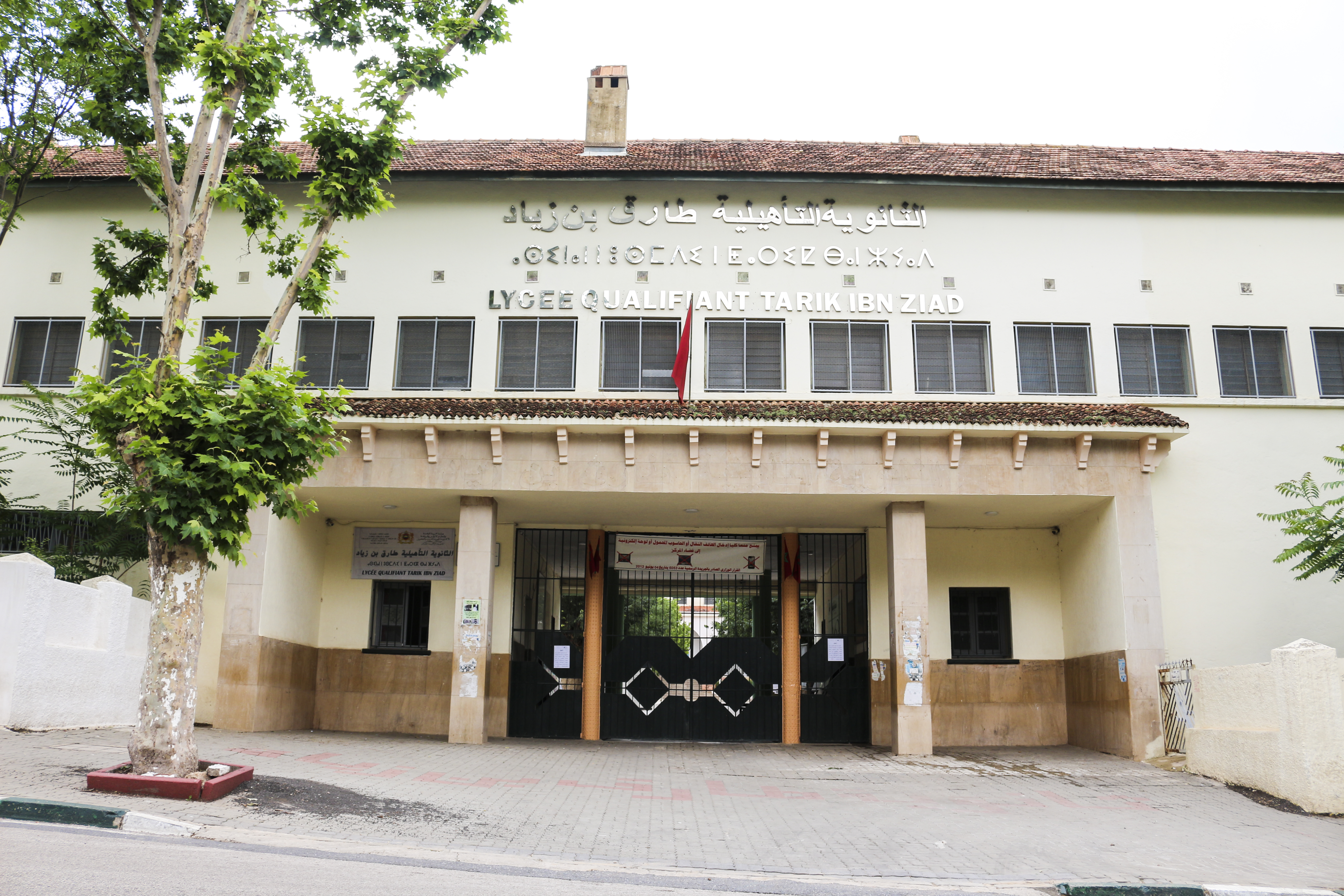
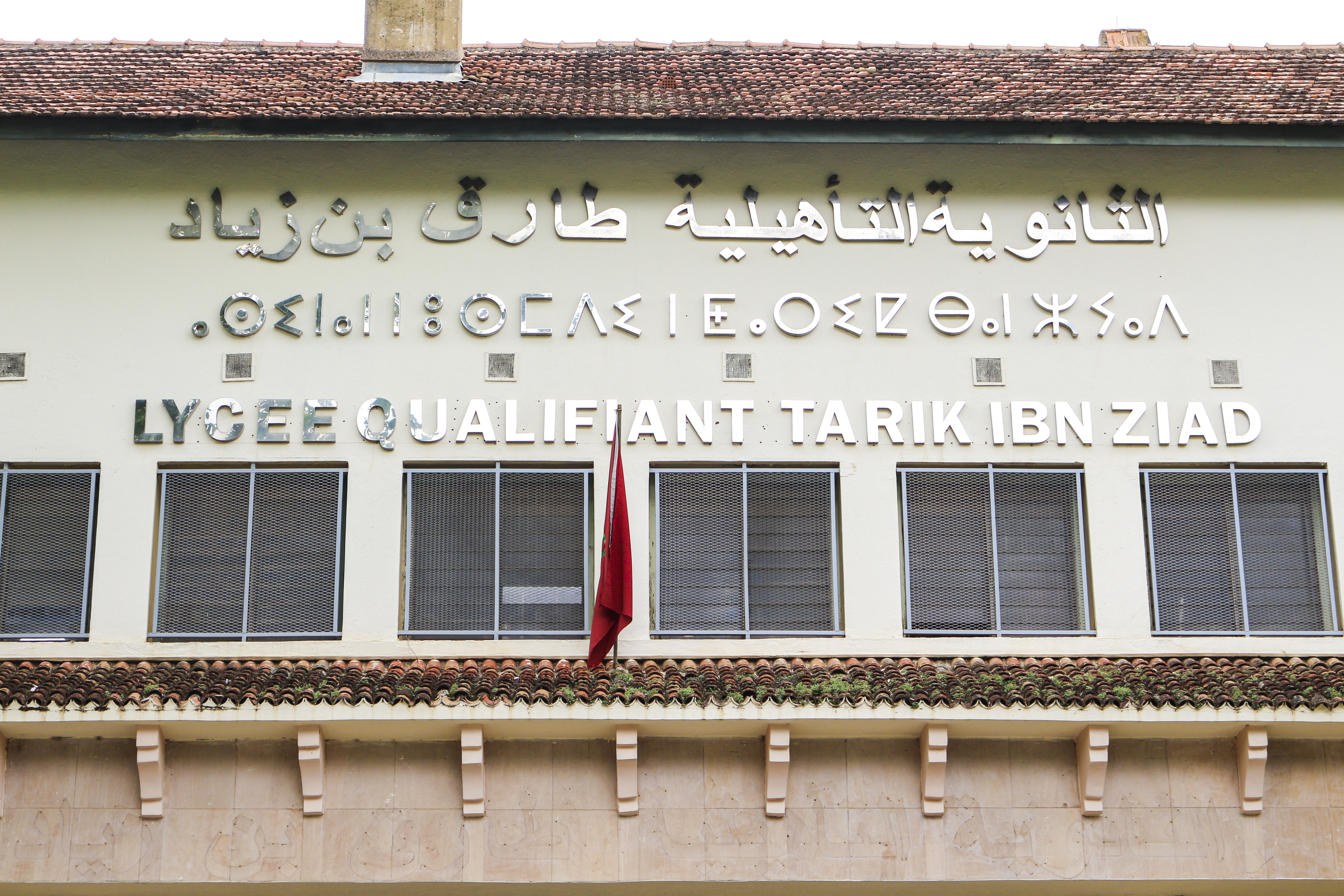